# Out of Step (Album)
Out of Step, benannt nach dem gleichnamigen Song, ist das Debütalbum der Hardcore-Punk-Band Minor Threat. Es erschien 1983 auf Dischord Records.

## Entstehungsgeschichte
Als sich Minor Threat 1983 trennten, bestand die Band lediglich vier Monate. Anschließend kamen die Bandmitglieder wieder in ihrer Ursprungsbesetzung zusammen und spielten einige Gigs. Im Januar 1983 entschlossen sie sich, mit den Aufnahmen für ihr Debütalbum zu beginnen. Inzwischen hatte Brian Baker, der vorherige Bassist, sich als zweiter Gitarrist etabliert und mit Steve Hansgen war seit 1982 ein neuer Bassist in der Band. Das Album wurde in den Inner Ear Studios in Arlington County aufgenommen und erschien als zehnte Veröffentlichung des Labels Dischord Records. Das Cover wurde von Cynthia Connolly erstellt und zeigt eine Schafsherde, von der sich ein einzelnes Schwarzes Schaf abwendet und in eine andere Richtung läuft.

## Titelliste
1. Betray – 3:04
2. It Follows – 1:50
3. Think Again – 2:18
4. Look Back and Laugh – 3:16
5. Sob Story – 1:50
6. No Reason – 1:57
7. Little Friend – 2:18
8. Out of Step – 1:20
9. Cashing In – 3:43

Auf der Erstveröffentlichung wird Cashing In nicht aufgeführt.

## Veröffentlichungen
Es existieren mehrere Pressungen der LP. Während die ersten drei Pressungen gleich sind, hat die vierte Pressung auf dem Cover einen blauen Balken, auf dem der Preis ($3.50) aufgedruckt ist. Eine deutsche Pressung für das Label Energie für alle hat auf dem Backcover, bei identischem Songmaterial, deutschsprachige Songtitel aufgeführt. Die britische Pressung enthält ebenfalls einen Preisaufdruck (£2.50), der dort aber rot unterlegt ist. 2007 erschien eine Neuauflage, die neben einer 12″-Version des Albums auch einen Download-Code enthält. Das Album ist nicht auf CD erhältlich, die Lieder sind jedoch Bestandteil der CD Complete Discography.

## Musikstil und Texte
Die Songs der Out of Step-LP sind von deutlichen Frustrationen geprägt. Obwohl die Mitglieder von Minor Threat seit Beginn der Bandzeit sich immer wieder stritten, spiegeln erst die Texte des ersten Albums diesen Zustand wider. Zum internen Streit kam auch ein Streit zwischen Nelson und MacKaye über die weitere Vorgehensweise des Labels Dischord Records. So vertrat MacKaye einen anti-kapitalistischen Standpunkt, während Nelson eher am Gewinn orientiert war. Höhepunkt der Auseinandersetzungen war der Streit um eine neue Version von Out of Step, die von Toningenieur Don Zientara mitgeschnitten und auf die EP mitgepresst wurde. Out of Step, bereits auf der In My Eyes-EP veröffentlicht und Auslöser für starke Diskussionen in der aufkeimenden Straight-Edge-Bewegung, wurde auf Drängen von Nelson mit einem gesprochenen Text ergänzt, in dem MacKaye sagte, dass der Songtext nicht als Verhaltensregel konzipiert worden sei und nur seine Einstellung transportierten sollte. Außerdem bestand Nelson darauf, dass Ian MacKaye, das bei der vorherigen Veröffentlichungen dabei gedachte Pronomen „I“ (deutsch: „ich“) zu hören sein sollte. Letztlich konnte sich Nelson damit auch durchsetzen. Die Texte des Albums handeln von der Kommerzialisierung der US-amerikanischen Hardcore-Punk-Szene, von Verrat und Verachtung, aber auch von der Selbstreflexion von McKaye. MacKaye sagte dazu später: „Bei jedem Song auf der Platte stehe ich auf beiden Seiten. Man kann alles von zwei Fronten aus betrachten.“

## Bedeutung
| Medium        | Rating                                                              | Kritiker        |
| ------------- | ------------------------------------------------------------------- | --------------- |
| AllMusic      | Sternsymbol · Sternsymbol · Sternsymbol · Sternsymbol · Sternsymbol | Ned Raggett     |
| Sputnikmusic  | 4.3/5                                                               | –               |
| Rolling Stone | Sternsymbol · Sternsymbol · Sternsymbol · Sternsymbol · Sternsymbol | Nathan Brackett |

Trotz oder gerade wegen der Selbstreflexion und des harten, musikalischen Stils wurde Out of Step in der Hardcore-Punk-Szene gefeiert. Von den Lesern des Flipsides, neben dem Maximumrocknroll eines der wichtigsten Punk-Fanzines in den Vereinigten Staaten, wurde die Band zur „Band des Jahres“ und MacKaye zum besten Sänger gewählt. Diese Ehrung kam überraschend, da das Flipside in Los Angeles angesiedelt war und die dortige Szene eher skeptisch auf Washington, DC blickte. Das Album gilt heute als eines der grundlegenden Alben des Hardcore Punks und beeinflusste eine ganze Generation von Punk- und Hardcore-Punk-Bands. Die Hamburger Hardcoreband Out of Step benannte sich nach dem Album.
Out of Step wurde in das Buch 1001 Albums You Must Hear Before You Die aufgenommen.